# 80 Ceti
80 Ceti è una stella gigante rossa di magnitudine 5,55 situata nella costellazione della Balena. Dista 517 anni luce dal sistema solare.

## Osservazione
Si tratta di una stella situata nell'emisfero celeste australe, ma molto in prossimità dell'equatore celeste; ciò comporta che possa essere osservata da tutte le regioni abitate della Terra senza alcuna difficoltà e che sia invisibile soltanto molto oltre il circolo polare artico. Nell'emisfero sud invece appare circumpolare solo nelle aree più interne del continente antartico. La sua magnitudine pari a 5,6 fa sì che possa essere scorta solo con un cielo sufficientemente libero dagli effetti dell'inquinamento luminoso.
Il periodo migliore per la sua osservazione nel cielo serale ricade nei mesi compresi fra settembre e febbraio; da entrambi gli emisferi il periodo di visibilità rimane indicativamente lo stesso, grazie alla posizione della stella non lontana dall'equatore celeste.

## Caratteristiche fisiche
La stella è una gigante rossa; possiede una magnitudine assoluta di -0,45 e la sua velocità radiale positiva indica che la stella si sta allontanando dal sistema solare.

## Sistema stellare
80 Ceti è un sistema multiplo formato da 3 componenti. La componente principale A è una stella di magnitudine 5,55. La componente B è di magnitudine 13,3, separata da 117,3 secondi d'arco da A e con angolo di posizione di 123 gradi. La componente C è di magnitudine 9,3, separata da 146,7 secondi d'arco da A e con angolo di posizione di 189 gradi.